# Jacques Stockman
Jacques Stockman (Ronse, 8 ottobre 1938 – Waregem, 4 maggio 2013) è stato un calciatore belga, di ruolo attaccante.

## Carriera

### Giocatore
Fu capocannoniere del campionato belga nel 1962.

## Palmarès

### Giocatore

#### Competizioni nazionali
- Campionato belga: 5

Anderlecht: 1958-1959, 1961-1962, 1963-1964, 1964-1965, 1965-1966
- Coppa del Belgio: 2

Anderlecht: 1964-1965, 1972-1973